# Bo Elberling
Bo Elberling (født 30. maj 1968) er en dansk professor i miljøgeokemi og har været ansat på Københavns Universitet siden 1997.
Elberling er uddannet geolog fra Århus Universitet (1989-1993), og har skrevet sin PhD-afhandling samme sted. I 2005 forsvarede han sin doktordisputats Iltforbrug i jordmiljøet ved Københavns Universitet.
Elberling forsker i naturlige jordbundsprocesser samt forurening – med særlig vægt på arktiske forhold, danske jordsystemer i relation til variationer i vandstand og skovrejsning samt tropiske jordsystemer i relation til ændringer i arealanvendelse (skovrydning og ændringer i dyrkningspraksis). Siden 2012 centerleder for Center for Permafrost (CENPERM) finansieret af Danmarks Grundforskningscenter.
Elberling underviser i jordbundsvidenskab og miljøgeokemi på Institut for Geovidenskab og Naturforvaltning  ved Københavns Universitet samt ved The University Centre in Svalbard.
Siden 2012 medlem af Det Kongelige Danske Videnskabernes Selskab.